# Brattegg
Brattegg (Brattegg elva) – rzeka lodowcowa, znajdująca się w południowo-zachodniej części Spitsbergenu, nad Zatoką Nottinghambukta, w południowej części Ziemi Wedela Jarlsberga. Brattegg ma początek w jeziorze lodowcowym powstałym na skutek ablacji szczątkowego lodowca cyrkowego o tej samej nazwie (norw. Bratteggbreen). Zlewnia rzeki Brattegg zajmuje powierzchnię 8,17 km², a jej zlodzona część 0,37 km². Na jej obszarze znajdują się trzy jeziora polodowcowe, połączone strumieniami, wpadającymi do rzeki głównej.
Nad rzeką Brattegg znajduje się Stacja Polarna im. Stanisława Baranowskiego.

## Podział zlewni
Zlewnię rzeki Brattegg można podzielić na trzy odmienne strefy:
- Górna – obejmuje Lodowiec Brattegg wraz z jeziorem przy czole lodowca
- Środkowa – największa ze stref, w centralnej części doliny. Znajdują się w niej dwa jeziora polodowcowe, większe z nich to jezioro Myrktjørn.
- Dolna – teren od brzegu moreny lodowca Werenskiolda, do ujścia rzeki do Zatoki Nottinghambukta.

Wyróżnione są trzy cykle zasilania zlewni: ablacyjny, deszczowy i ablacyjno-deszczowy.
Reżim rzeki Brattegg jest zależny od morfologii zlewni, jej pokrycia oraz występującego permafrostu, oraz od warunków meteorologicznych.